# Ernst Pfister

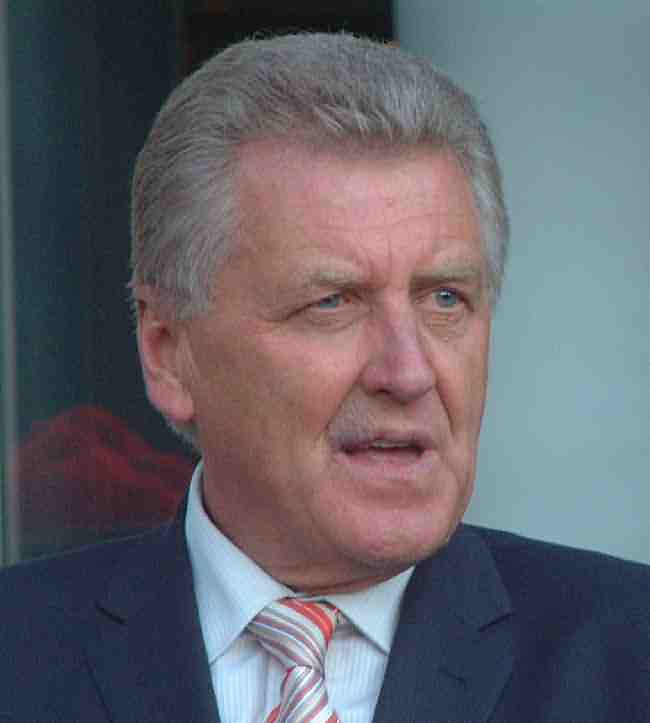
Ernst Pfister (2004)

Ernst Pfister (* 28. April 1947 in Trossingen; † 4. September 2022 ebenda) war ein deutscher Politiker der FDP und von 2004 bis 2011  Wirtschaftsminister des Landes Baden-Württemberg.

## Leben und Beruf
Pfister besuchte zunächst die Volksschule in Trossingen und wechselte dann auf das Gymnasium und erlangte 1967 in Villingen-Schwenningen das Abitur. Anschließend leistete er bis 1968 seinen Wehrdienst bei der Bundeswehr ab. Danach begann er ein Studium der Politikwissenschaften, Germanistik und Sportwissenschaften an der Eberhard Karls Universität in Tübingen sowie an der Albert-Ludwigs-Universität Freiburg, das er 1973 mit dem ersten Staatsexamen abschloss. 1974 folgte das zweite Staatsexamen. Ab 1975 unterrichtete Pfister am Villinger Hoptbühl-Gymnasium, wo er in den Personalrat gewählt wurde und Personalratsvorsitzender wurde.
Seine Heimatstadt Trossingen ernannte ihn 2012 zum Ehrenbürger. 2014 wurde Ernst Pfister mit dem Verdienstorden des Landes Baden-Württemberg ausgezeichnet.
Ernst Pfister war evangelisch, verheiratet und hatte zwei Kinder. Er lebte zuletzt in Trossingen und auf der Insel Reichenau im Bodensee. Er starb am 4. September 2022 in Trossingen im Alter von 75 Jahren an Herzversagen.

## Politik
Ernst Pfister trat 1969 in die FDP/DVP ein und war von 1972 bis 1989 Vorsitzender des Kreisverbands Tuttlingen. Er wurde 1980 in den Gemeinderat der Stadt Trossingen gewählt, dem er bis 2004 angehörte. Von 1984 bis 2004 war Pfister ebenfalls stellvertretender Bürgermeister von Trossingen. Zwischen 1984 und 1996 war Pfister Mitglied des Kreistags des Landkreises Tuttlingen. Von 1980 bis 2011 war er Mitglied des Landtags Baden-Württemberg und von 1996 bis 2004 Vorsitzender der FDP-Landtagsfraktion. Pfister wurde stets über ein Zweitmandat des Wahlkreises Tuttlingen-Donaueschingen in den Landtag gewählt. Bei der Wahl zum 14. baden-württembergischen Landtag 2006 erzielte er ein Wahlergebnis von 16,4 % (FDP-Landesergebnis 10,8 %). Im Juli 2004 wurde er als Nachfolger von Walter Döring, der im Zuge der so genannten „Umfragen-Affäre“ zurücktreten musste, baden-württembergischer Wirtschaftsminister. Die 2004 ebenfalls übernommene Funktion als stellvertretender Ministerpräsident gab er nach verlorenem parteiinternem Kampf um die Spitzenkandidatur am 14. Juni 2006 an Ulrich Goll ab. 2011 zog sich Pfister aus der Politik zurück.

## Weitere Tätigkeiten
Ernst Pfister war Ehrenpräsident des Deutschen Harmonika-Verbands e. V. sowie Vorsitzender des Vorstandes des forum vergabe e. V. Er war Vorsitzender des Verwaltungsrats der FDP-nahen Reinhold-Maier-Stiftung. Pfister war Vorsitzender des Aufsichtsrats der Messe Stuttgart sowie Mitglied des Aufsichtsrats der Landesstiftung Baden-Württemberg und der Tourismus-Marketing GmbH Baden-Württemberg. Er war außerdem Präsident des Tourismus-Verbandes Baden-Württemberg sowie Mitglied der Trägerversammlung der Landesbank Baden-Württemberg.